# Mistrovství Evropy v ledním hokeji žen
Mistrovství Evropy v ledním hokeji žen byla soutěž ženských reprezentačních mužstev evropských členských zemí IIHF. Soutěž byla zrušena v důsledku zařazení ženského hokeje na Zimní olympijské hry 1998 a následného pořádání mistrovství světa v ledním hokeji žen každý rok (kromě olympijského roku).

## Přehled pořadatelských měst a medailistů
| Rok     | Účast | Místo                  | B | Místo                     | 1.      | 2.      | 3.        | 4.      | 5.        | 6.       |
| ------- | ----- | ---------------------- | - | ------------------------- | ------- | ------- | --------- | ------- | --------- | -------- |
| ME 1989 | 8     | Düsseldorf, Ratingen   | — | —                         | Finsko  | Švédsko | Německo   | Norsko  | Švýcarsko | Dánsko   |
| ME 1991 | 10    | Havířov, Frýdek-Místek | — | —                         | Finsko  | Švédsko | Dánsko    | Norsko  | Švýcarsko | Německo  |
| ME 1993 | 6     | Esbjerg                | 5 | Kyjev                     | Finsko  | Švédsko | Norsko    | Německo | Švýcarsko | Dánsko   |
| ME 1995 | 6     | Riga                   | 8 | Odense, Esbjerg, Gentofte | Finsko  | Švédsko | Švýcarsko | Norsko  | Německo   | Lotyšsko |
| ME 1996 | 6     | Jaroslavl              | 8 | Trnava, Piešťany          | Švédsko | Rusko   | Finsko    | Norsko  | Švýcarsko | Německo  |

## Medailový stav podle zemí 1989 - 1996
| № | Země      | Zlato | Stříbro | Bronz | Celkem |
| 1 | Finsko    | 4     | 0       | 1     | 5      |
| 2 | Švédsko   | 1     | 4       | 0     | 5      |
| 3 | Rusko     | 0     | 1       | 0     | 1      |
| 4 | Německo   | 0     | 0       | 1     | 1      |
| 4 | Dánsko    | 0     | 0       | 1     | 1      |
| 4 | Norsko    | 0     | 0       | 1     | 1      |
| 4 | Švýcarsko | 0     | 0       | 1     | 1      |

## Účast jednotlivých zemí
| zlato | stříbro | bronz | účast v B skupině / Kvalifikace |

| Země                   | 1989 | 1991 | 1993 | 1995 | 1996 | Účast |
| ---------------------- | ---- | ---- | ---- | ---- | ---- | ----- |
| Československo / Česko | 7    | 8    | 8    | 9    | 9    | 2+3   |
| Dánsko                 | 6    | 3    | 6    | 8    | 7    | 3+2   |
| Finsko                 | 1    | 1    | 1    | 1    | 3    | 5     |
| Francie                | 9    | 7    | 9    | 11   | 11   | 1+4   |
| Lotyšsko               | —    | —    | 7    | 6    | 8    | 1+2   |
| Německo                | 3    | 6    | 4    | 5    | 6    | 5     |
| Kazachstán             | —    | —    | —    | —    | 13   | 0+1   |
| Nizozemsko             | 8    | 10   | —    | 12   | 12   | 2+2   |
| Norsko                 | 4    | 4    | 3    | 4    | 4    | 5     |
| Rusko                  | —    | —    | —    | 7    | 2    | 1+1   |
| Slovensko              | —    | —    | —    | 10   | 10   | 0+2   |
| Švédsko                | 2    | 2    | 2    | 2    | 1    | 5     |
| Švýcarsko              | 5    | 5    | 5    | 3    | 5    | 5     |
| Ukrajina               | —    | —    | 11   | 14   | —    | 0+2   |
| Velká Británie         | 9    | 9    | 10   | 13   | 14   | 1+4   |